# 公共行政学
公共行政，或簡稱公行，根據奧托·邁耶的說法，是國家或其他公共行政機構的活動；它不是立法（英語：legislative）或司法（英語：judicial）活動，也不主導治理（決策）活動。公共行政因而是執行公共任務的政府部門；它是政府部門的行政部分。
公共行政學（英語：public administration），或稱行政學，關注於政府政策的實施，也是研究這種實施並為公務員在公共服務中工作做好準備的學科。作為一個範圍廣泛的研究領域，其基本目標是推進管理和政策，使政府能夠發揮作用。該領域之其他定義還有：公共計畫管理；「將政治轉譯為公民的日常現實」；對於政府決策過程的研究，以及對於政策的分析，還有政策產生過程的各種投入，及產生替代政策的必要投入。
公共行政一詞，是公共和行政這兩個詞的組合。在社會、經濟和政治生活的每個領域都存在管理，這意味著為了組織或機構的正常運作，必須對其進行適當的統治或管理，並從這個概念中產生了管理的概念。
公共行政主要關注於政府政策和計劃的組織過程，以及直接對該些行為負責的官員的行為。許多非民選公職人員可被視為公共行政人員，包括各級地方政府及中央政府所屬部門的負責人，如政府預算（部門）主管（如行政院主計總處主計長等）、部門人力資源（或稱人事行政）主管、公共衛生部門主管、各政府部門或行政首長之秘書等。或可以說，公共行政人員是指在各級政府公共部門和機構工作的公職人員；他們經常是透過任命、考試或甄選等，而被選拔出並從事於某些類別的職務。有時，狹義的公共行政人員是指事務官（常任文官，在任職時被（依有關規定）要求於政治立場上保持中立，且任期（依有關規定）不受執政團隊或黨派等更迭之影響）；該概念與政務官（由執政團隊任命之官員，對政策負責或隨執政團隊同進退）一詞相對。
在詹姆斯·A·加菲爾德遇刺案等事件發生後，許多美國政府部門職員及伍德羅·威爾遜等學者於1880年代推動該國之公務員制度改革，並正式於學術界建立公共行政相關領域。該領域具有多學科特徵；一種公共行政子領域的提案，列出了其下六個主要支持領域，包括人力資源、組織理論（英語：Organizational theory）、政策分析、統計、預算及倫理學等。
有別於政治學，公共行政學者較關注於資源分配、社會公義、經濟效益等議題，而政治學者則較著重權力分配與取得、國際關係等議題。
在發展較為成熟的民主政府體制中，公務員體系中之事務官通常會被要求依照有關規定遵守行政中立原則；同時，透過功績制與對於事務官永久任期的（制度性）保障，避免行政官僚體系因政治介入而經常發生更動；如分贓政治所造成之諸多問題，或因黨派或政治認同、立場與執政者有差異而遭其解僱等。
此外，由於基層官僚（英語：street-level bureaucracy，縮寫作SLBs）經常掌握政策執行之實務面主要部分，並利用司法無法控制之細節所衍生的不確定性（學理稱之為「不確定法概念」），行使裁量權（英語：discretion）之能力，而經常成為政策的實際制定者。相對地，政務人員（或稱政務官）通常被賦予主導政府政策方向之權力，但同時須就政策之成敗負起政治責任，並隨政治情勢（如選舉結果）發生更動。雙方的立場衝突及所衍生之政治權力競爭，也成為（行政）官僚政治化的主要研究議題之一。

## 歷史
學者張潤書認為，行政學的發展過程，自20世紀以還，大致可以區分為三個時期：一是約於1900年至1930年代的以科學管理為基礎的「傳統理論時期」；二是約於1930年代至1960年代的以行為科學為基礎的「修正理論時期」；三是約於1960年代至今日的以開放系統與權變途徑為基礎的「系統理論時期」。而三個時期，亦分別可用三個英文字母來予以代表。此即傳統理論時期，為「X理論」；修正理論時期，為「Y理論」；系統理論時期，為「Z理論」。

學者許南雄指出，若干中華民國的行政學學者，將行政學的演進歷史，予以區分為「傳統」、「修正」、「整合」的方式，乃源自於美國的組織理論與管理學學者卡士特（F. E. Kast）與羅森威（J. E. Rosenweig）兩人於1970年所著之《組織與管理》一書。該書是將組織理論的演進歷史，予以區分為1900年至1930年代的「傳統時期」、1930年代至1960年代的「修正時期」、1960年代至1970年代的「新興時期」（或稱「系統時期」）。許氏認為，原本卡氏與羅氏的分期，是偏重在企業組織與管理的探討上。而這種將組織理論的演進歷史，轉變為行政學的演進歷史的做法，自然同卡氏與羅氏的原義相離。它在區分時期上，亦不盡合理。

### 1880年代以前
1880年代以前的行政學，主要思想家包括了柏拉圖、亞里斯多德和馬基維利。直到民族國家產生後，開始重視對於道德以及政治本質問題的原則，以及公共行政的組織上，對這部分行政的運作往往是較不急迫的問題。馬基維利在君主论一書中提出了給歐洲統治者們的政治指引。不只是政治組織，包括了行政的運作在內，都在這本書中被他闡述。到了16世紀，民族國家成了西歐行政組織的標準模型。這些國家都需要一個組織以執行法律和秩序、以及設立一個防衛的架構。也非常需要擁有稅賦、統計學、行政、和军事单位擴展等知識的熟練公務員。在18世紀，對於行政專家的需求進一步擴大，也因此腓特烈·威廉一世在法兰克福建立了一個名為Kameralwissenschaft的經濟學和社會學的學校，以改革普魯士社會。其中最知名的教授是約翰·海因里希·哥特洛布·尤斯蒂（Johann Heinrich Gottlob Justi），他將學校裡的理論和自然法的概念連結起來，這所學校的理論被稱為官房主義（Kameralism）。

### 傳統理論時期
行政學的傳統理論時期，是於1887年至1930年。在該時期中，學者是以科學管理的理論與方法，為其著述的基礎。他們主要是研究權力的合理分配、組織結構的健全、工作方法的標準化、行政管理程序的制度化等議題。因此，該時期的行政學，可以說是一種靜態的行政學。學者張潤書認為，傳統理論時期的行政學的重要原則，分別是「系統化」、「計畫化」、「協調化」、「效率化」、「標準化」。而它們亦是科學管理的五大原則。

#### 羅倫斯
1855年擔任維也納教授的羅倫斯·馮·史坦視為是公共行政學的創立者。當時公共行政被當作是行政法的一種形式，但馮·史坦認為這種看法太過侷限。
他的看法在幾個觀點上是創新的：
- 他認為公共行政學是融合了幾種學科的結果，如社會學、政治學、行政法以及财政。由此馮·史坦主張公共行政學是多種學科的綜合。
- 依據馮·史坦的看法，公共行政學是政治理論與實踐之間的互動。他將公共行政學視為是實踐過程的領導部分，但認為這必須先有一個理論根基。
- 馮·史坦認為公共行政學應該盡量採取科學的研究方法。

#### 威尔逊
早在擔任普林斯頓大學的校長與當選美國總統以前，伍德羅·威爾遜，即從事了有關公共行政學的研究。這表現出他對於該政治學的次領域的重視。威氏於1887年在《政治學季刊》上所發表之〈行政的研究〉一文中，即提出了以下關於「行政」與「政治」的主張：
- 將政治與行政分離，即行政之運作應不受政治之干涉
- 行憲比制憲困難
- 以商業的角度來考慮政府的問題，即政府應向企業學習如何有效管理
- 分析比較政治與私人企業和政治計畫間的關係
- 藉由訓練公務員並提升他們的素質來提高行政的有效程度

對於政治與行政兩者間的分離一直是長期以來的爭論議題，在這個問題上的觀點差異也是公共行政學每個時期間的差異。
不過實際上根據學者來伯的研究，威爾遜的研究在當時並未受到重視，早期的公共行政學者也未在其具有分量的文章中做為參考書籍引用，此外檢視1890年到第一次世界大戰期間主要的政治學與社會科學著作也顯示該文未被引用:16。〈行政的研究〉受到重視是1941年《政治學季刊》重新刊載此文後的事，此後公共行政學者才逐漸加以重視並受之影響:16。

#### 古德諾
古德諾在《政治與行政》一書中表示「政治是國家意志的表現，行政是國家意志的執行」，並認為政府系統有兩種不同的功能，即政治和行政；政治是指政策或國家意志的表示，行政是指政策或國家意志的執行。絕大多數的行政和政治無關，應該免除政治控制，政府的政治與行政功能雖然可以正是區分，然而不可能截然分成政務機關和行政機關的各自功能領域。

#### 限制與缺失
學者張潤書認為，傳統理論時期的行政學，限制與缺失有五：一是其過分地強調機械的效率觀，因而導致人性尊嚴的被抹煞。二是其過分地著重組織的靜態面，因而導致組織的動態面的被忽視。三是其將機關組織視為一個封閉系統。四是對於人類的行為，其採取不切實際的假設。五是僅憑個人的知識與經驗，以及有限的觀察，其所建立之原則或理論，可能只有部分適用而無法放之四海而皆準。

### 修正理論時期
行政學的修正理論時期，是於1931年至1960年。在該時期中，學者是以當時所流行之行為科學的理論與方法，為其著述的基礎。而他們亦將該理論與方法應用在修正與補充過去的傳統理論時期的行政學的內容上。因為修正理論時期的行政學，主要是著重在行政的互動性、互賴性、心理動機等議題上。所以它可以說是一種動態的行政學。有鑑於傳統理論時期的學者，在學術活動上，大多談「應如何」而絕少談「是如何」的傾向。因此，該時期的學者，乃較強調其對於社會事象的實然面的重視。

### 整合理論時期
自1960年代起，社會科學的研究，即邁入整合時期。整合時期，亦可稱為系統時代。行政學的整合理論時期，亦可稱為系統理論時期，其大約是於1960年代開始，以迄今日。在該時期中，學者是以系統分析的理論與方法，為其著述的基礎。而他們亦藉由系統途徑，來將科學管理與行為科學的長處，加以整合。此一時期的行政學，可以說是一種生態的行政學。

## 學科
在美國學術領域裡，政治學與法律的研究在1900年代分離。在歐洲，尤其是在英國和德國（馬克斯·韋伯）則於1890年代開始分離學科，但早在1720年代的大學裡便已開始講授。聯邦黨人文集裡也數次提起良好的行政的重要性。
一些公共行政學家支持劃清這些相關的學術間的領域界線，如政治學與社會學之間。但一般而言，各學科間的公共行政學部分被視為是一種研究的領域，而不是一種單獨的學科。
身為一種研究領域，公共行政學可以與企業管理學比較，而公共行政碩士（MPA）也被視為和企業管理碩士（MBA）類似，給那些希望追求從事政府或非營利職業的人研讀。比起企業管理碩士，公共行政碩士通常較少技能取向，而包含了在商業學科不常見到的哲學和社會學的觀點。也有一些與公共行政衍生和相關的公眾事物的學位，如公眾政策等等。之間的差異通常是在政治分析或其他議題的重點上，例如針對國際關係的研究與針對憲法議題如權力制衡、行政法、政府與權力等問題之間的差異。
公共行政理論研究（Public administration theory）則是對於政府目的、官僚、預算、政府、和公共事件的研究領域。近年來，公共行政理論研究偶爾會和大量批評的理論取向以及後現代主義對於政府、管理、權力等的哲學概念相連結，但許多公共行政學者仍支持古典的定義，也就是針對合法性、服務、組織的官僚形式、以及政府的等級制度(hierarchy)的研究。
另外還有一個較小的學科—公共管理針對普通的、例常的或典型的管理研究，但是以達成公眾利益為目標。其他人視公共管理為一個新的、以經濟為透視法研究政府運作的學科，後者的觀點被其支持者稱為「新公共管理」，可以視為是一種重新強調其專業本質的改革。